# Sede da NASA
A sede da NASA, denominada Mary W. Jackson NASA Headquarters (anteriormente chamada de Two Independence Square), é um prédio de escritórios de poucos andares no complexo Independence Square, localizado no número 300 da E Street SW, em Washington, D.C. O prédio abriga a liderança da NASA, que fornece orientação geral e direção para a agência do ramo executivo do governo dos EUA, sob a liderança do administrador da NASA. Dez centros de campo e uma variedade de instalações pelo país realizam o trabalho diário.
A sede da NASA está organizada em quatro Diretorias de Missão: Aeronáutica, Sistemas de Exploração, Ciência e Operações Espaciais.
O James E. Webb Memorial Auditorium, nomeado em homenagem ao segundo administrador da NASA, James E. Webb, sedia conferências de imprensa da agência e eventos sociais da NASA. Uma biblioteca para empréstimos, o escritório de história, arquivos, instalações de produção para a NASA TV e uma loja de presentes da NASA também estão localizados no prédio.
O edifício, que foi inaugurado em 1992, foi projetado por Kohn Pedersen Fox, com George How como o principal designer. Atualmente é propriedade da firma de investimentos sul-coreana Hana Asset Management e está alugado para a NASA até 2028.
Em 12 de junho de 2019, a rua em frente ao prédio foi renomeada para Hidden Figures Way em homenagem a algumas das matemáticas negras da NASA, Katherine Johnson, Dorothy Vaughan e Mary W. Jackson, que foram as personagens principais no filme de 2016, Hidden Figures. Em 24 de junho de 2020, o administrador da NASA, Jim Bridenstine, anunciou que o prédio da sede da agência em Washington, D.C. havia sido renomeado para Mary W. Jackson NASA Headquarters, em homenagem à primeira engenheira negra da NASA, Mary W. Jackson. Em 26 de fevereiro de 2021, foi realizada uma cerimônia oficialmente renomeando o prédio.

## Galeria

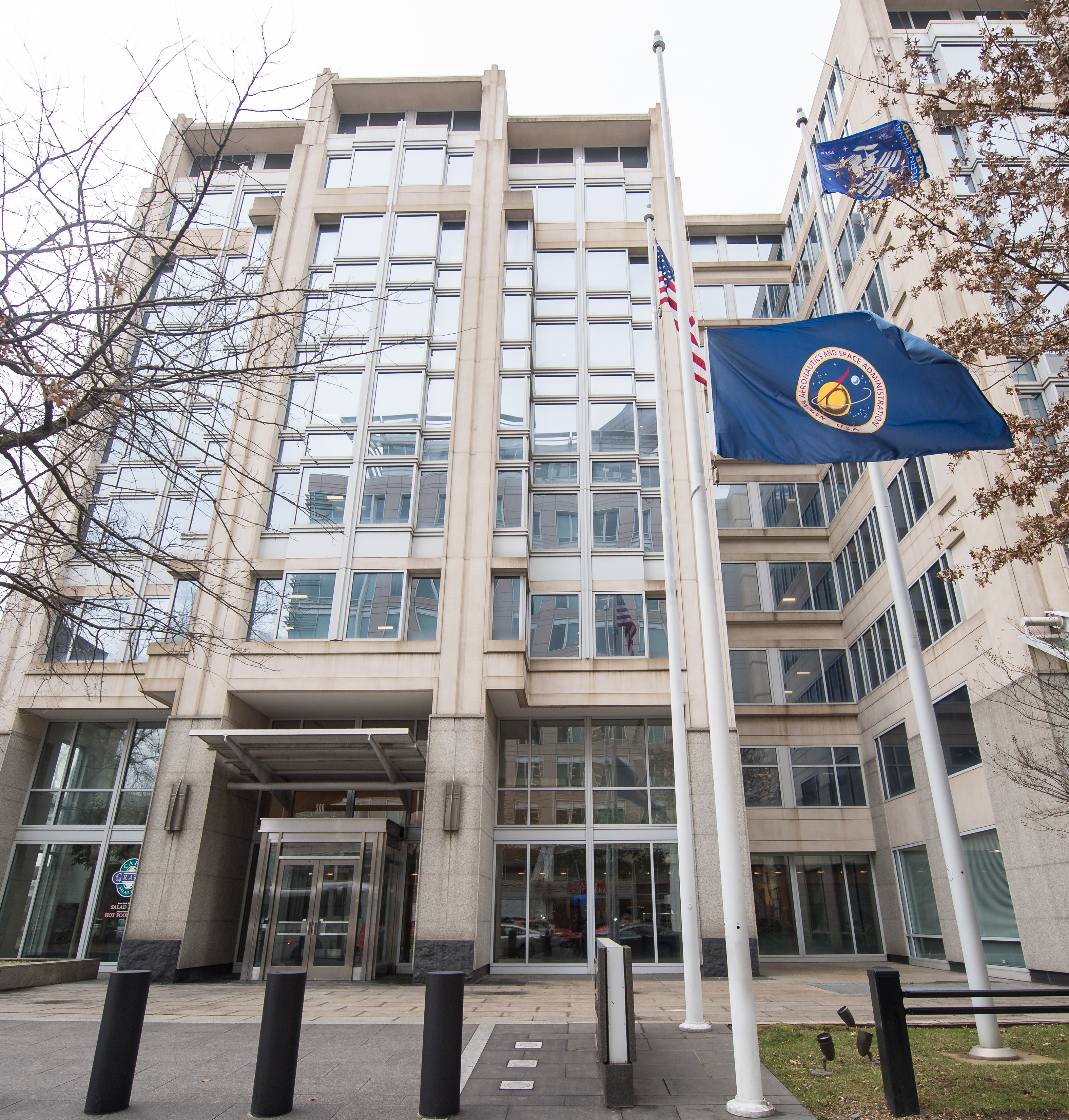
Entrada principal
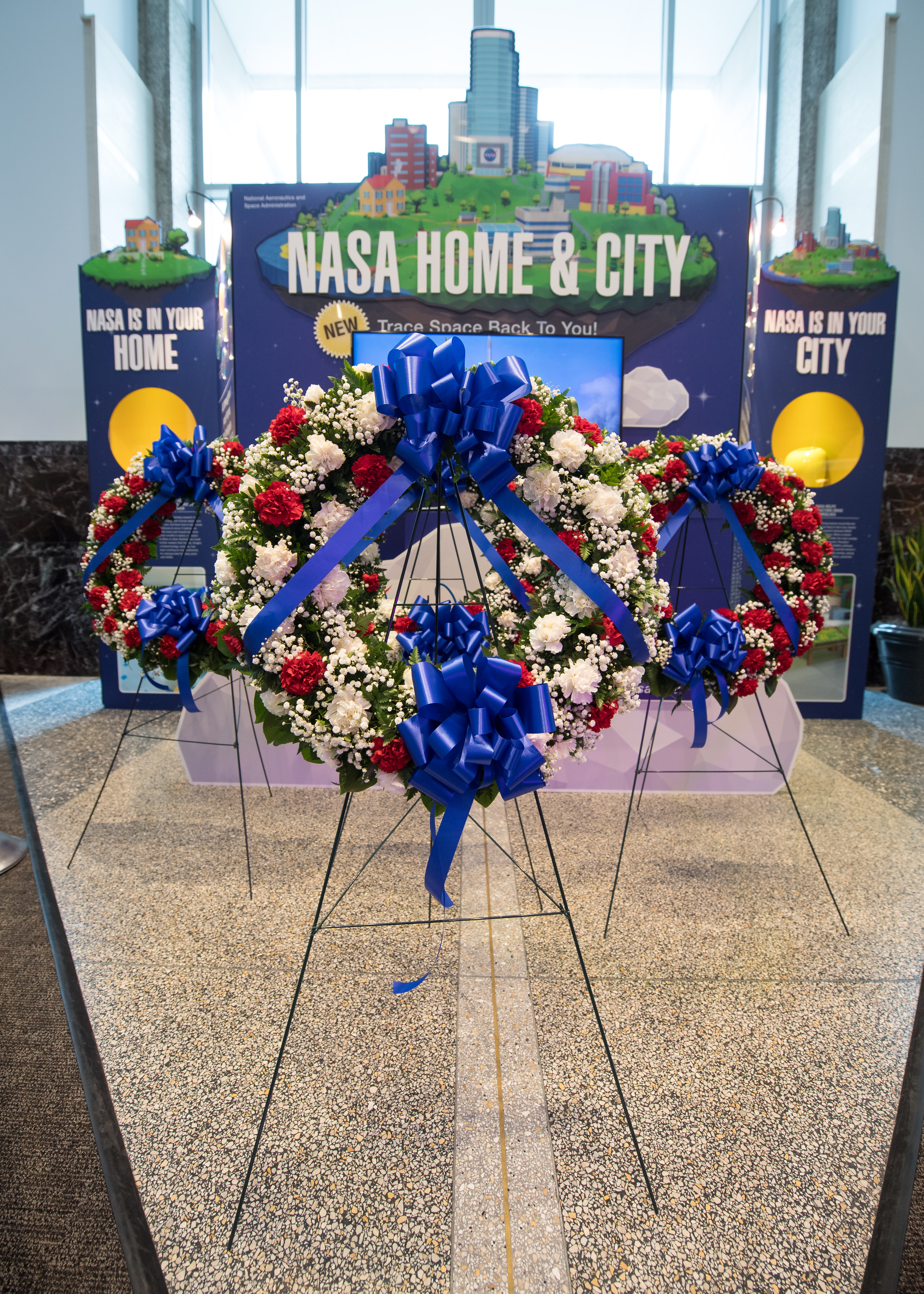
Lobby durante o Dia da Lembrança da NASA
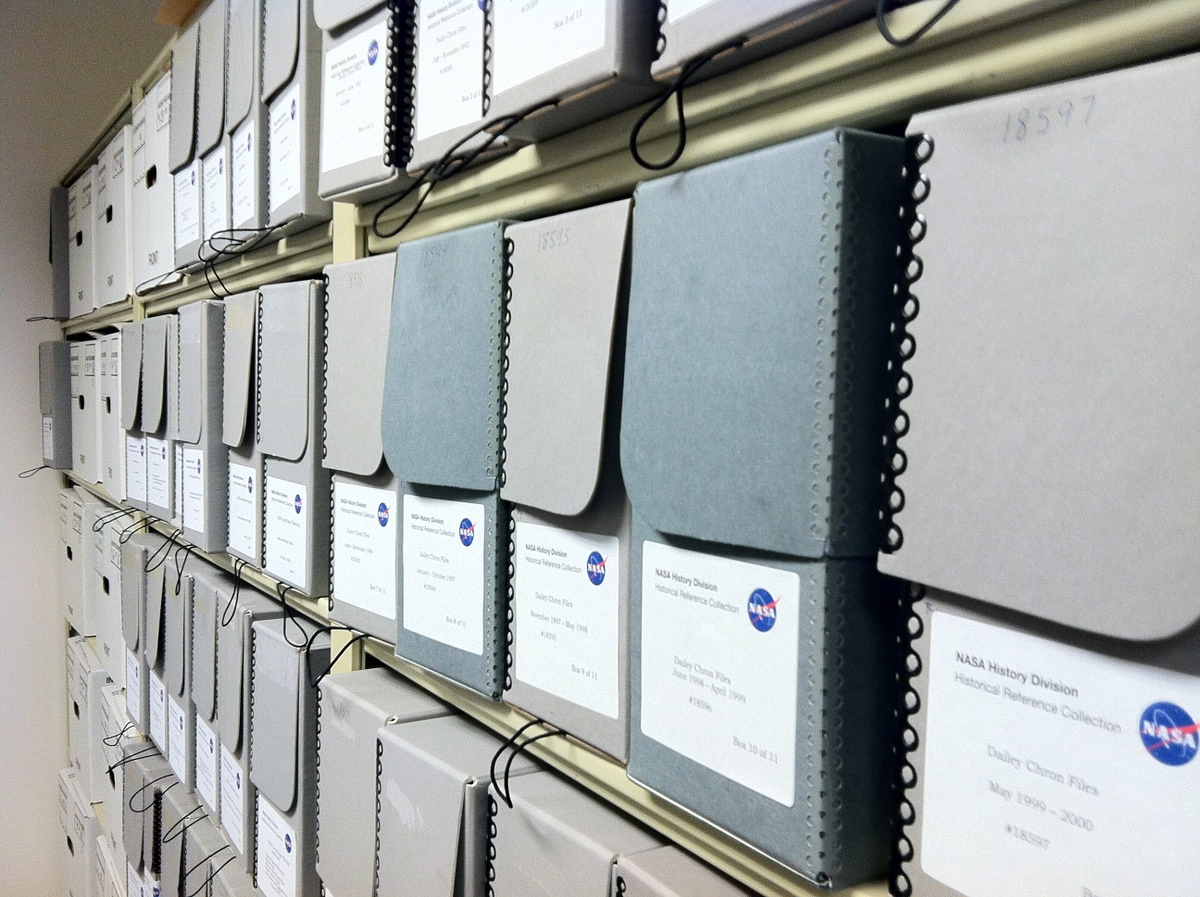
Arquivos históricos da NASA